# Sankt Annas sjukhus
Sankt Annas sjukhus (Hospitalet) var Nyköpings första lasarett som stod klart år 1799. Byggnaden uppfördes efter ritningar av Olof Tempelman (1745–1816) i ett klassicistiskt formspråk. Fasaden skyddades 1935 som statligt byggnadsminne.  
Bakom sjukhuset fanns mellan 1750 och 1850 en kyrkogård där avlidna patienter begravdes. I maj 2012 restes ett minnesmärke i form av ett fyra meter högt kors tillverkat av återvunnet trä från Västra klockstapeln.

## Historia

### Medeltid–1790
Sedan 1400-talet har Helgeandshuset i Nyköping funnits i samma området där Sankt Anna ligger idag. Helgeandshus var kombinerade ålderdomshem, fattigstugor och sjukhus som kyrkan hade ansvar för. På 1700-talet beslutades att hospitalet skulle vara för patienter som ansågs sinnessjuka, obotliga eller smittsamt sjuka. Då var Nyköpings hospital ett av landets rikshospital.
Den 24 juli 1719 invaderade ryska flottstyrkor Nyköping och staden brändes ner till grunden. Därför finns inte Helgeandshusets ursprungliga byggnad kvar.

### Tempelmans hospital (1799–1931)
Arkitekten Olof Tempelman ritade en stor stenbyggnad som stod klar 1799. Byggnaden blev uppkallad efter arkitekten, Tempelmans Hospital. I det nya hospitalet hade man två stora salar som rymde 25 patienter i varje sal. Under behandlingarna användes bland annat metoder för att chocka patienterna, som till exempel överraskningsbad och tvångsduschar. Det hände också att patienterna sänktes ner i en sjö och i sista stund drogs upp igen.
Då fanns det både predikant och organist på hospitalet. Dessutom fanns ett fattighus på hospitalets anläggning från 1752 till 1922.
Patienterna var undermåligt behandlade, inspektioner från 1853 berättar att patienterna förvaras i ”burar” och hade fotbojor av järn. Andra bands fast vi sängarna i de stora sovsalarna. I början på 1900-talet skedde en förändring inom psykiatrin. Tidigare hade man använt sig av inlåsning, våld och tvång, nu bytte man behandlingsmetod och började använda sig av lobotomi samt el- och insulinbehandlingar. De som blev inlagda på sjukhuset var oftast patienter som hade diagnostiserats med sjukdomar som ursinne, tungsinne, vansinne, förryckthet och förlamning. År 1861 var de vanligaste dokumenterade sjukdomarna svagsinthet, ursinne och fånighet.
År 1861 fick en patient betala i snitt 32 öre för rum och mat per dag. Därmed var Nyköpings hospital det billigaste sjukhuset i landet. År 1920 fanns det cirka 200 patienter på sjukhuset.

### Sankt Annas hospital (1931–1971)
År 1931 döptes Nyköpings hospital om till Sankt Annas hospital. På 1900-talet fanns två hospital i Sörmland: Sankt Anna och Sundby sjukhus i Strängnäs. Sankt Anna var det första statliga sjukhuset i Sverige och byggdes 1799. Under 1900-talet ansågs inte Sankt Anna vara lämplig för den moderna psykiatriska vården på grund av sin utformning och placering. Därför invigdes Sundby sjukhus 1922 som skulle efterträda Sankt Anna. Men i och med att patientantalet växte kraftigt fortsatte Sankt Anna med sin verksamhet ända fram till 1971.
År 1963 överfördes ansvaret för sjukhuset från staten till Södermanlands läns landsting efter ett riksdagsbeslut. När en ny psykiatrisk klinik öppnades i Nyköping 1971 lades verksamheten på Sankt Annas ner.

### Sedan hospitalets nedläggning
Enligt Bebyggelseregistret köpte Nyköpings kommun hospitalsanläggningen den 12 januari 1973 av svenska staten för tre miljoner kronor. I kontraktet står att huvudbyggnadens exteriör har blivit byggnadsminnesförklarad och att Nyköpings kommun planerar att använda byggnaden för kommunala ändamål.
Byggnaderna tillhör numer bostadsrättsföreningen Anna som  sammanlagt har 31 lägenheter. Hus som byggdes mellan 1994 och 1996 inryms i S:t Anna Flora äldreboende och omvårdnadsboende som drivs av bolaget A&O Ansvar och Omsorg AB som också driver restaurangen Anna inom området. Bostadsrättsföreningen S:t Anna hör till HSB. Trähuset från 1850 är nu en förskola.

## Tillstånd och behandling
| Tillstånd         | Beskrivning                                                      |
| ----------------- | ---------------------------------------------------------------- |
| Ursinne           | Mani, upprymda och glada kunde snabbt vändas till vrede.         |
| Tungsinne         | Depression, nedstämdhet, ångest, självmordsförsök                |
| Vansinne          | Mani                                                             |
| Förryckthet       | Vanföreställningar, hypokondri, storhetsvansinne                 |
| Fånighet          | Utan begåvning, förvirrad, kan inte ta han om sig själv          |
| Allmän förlamning | Tilltagande demens, upprymd till sinnet, ledde oftast till döden |
| Fallandesot       | Gammal benämning på epilepsi. Kallades även Fallsjuka            |

Tabell ovan
När patienter skrevs in på S:t Annas hospital antecknade läkaren beslut, levnadsberättelser och fakta som läkare och sköterskor tyckte var relevant i deras journal. Under inskrivningen antecknades också patientens beteende, sömn, aptit och humör. 
På 1900-talet, när industrialiseringen slog igenom, ökade antalet lönearbetare. Det ställdes då också högre krav på dessa, vilket märktes på patientantalet som under 50 år ökade från 5 000 till 33 000 patienter. Man trodde då att psykisk ohälsa orsakas av obalans i kroppen. Detta kunde behandlas genom att patienten var sängliggande eller att de fick ta “långbad” där de låg i ett bad i upp till 12 timmar. Genom att patienterna var sängliggande var de också lättare att övervaka, i salarna kunde det ligga upp till 20 patienter i varje sal, men metoden blev hårt kritiserad och man kallade den inhuman, men på denna tid ansågs det  mänskligt och modernt eftersom patienterna tidigare fått bo i celler och nu fick bo i en vit  sal. 
En annan behandlingsmetod som ansågs vara  effektiv terapi för patienterna var att arbeta,  bidra till försörjningen och att följa regler och rutiner. Att ha en vilja att arbeta sågs som ett friskhetstecken medan ovilja var en yttring av sjukdomen. Majoriteten av patienterna på S:t Anna var människor som kom från enkla förhållanden, de flesta av männen som blev inlagda kom från industrin eller lantbruksarbeten medan kvinnorna arbetat som tjänare eller i hushåll. Antalet inlagda patienter i sänder på hospitalet var 300. De flesta kom från Sörmland, men det fanns också människor från andra orter i Sverige.
Tiden en patient var inlagd varierade, men det vanligaste var mellan två och fyra år. Det blev svårare att bli utskriven ju längre tid man varit inlagd och ett stort antal patienter blev institutionaliserade och blev kvar på hospitalet tills de dog.
Att lida av psykisk ohälsa denna tid gjorde att man förlorade makt och man ansågs inte  trovärdig, detta gällde i synnerhet kvinnorna. Männens och kvinnornas beskrivningar och orsaker för sjukdom skiljde sig mycket åt. För männen var orsakerna begripliga, det kunde till exempel vara att de förlorat arbete och var deprimerade eller att de efter för hög  alkoholkonsumtion hamnat i psykos. En kvinna som levt med många barn och haft oro för ekonomin och hade en man som drack sågs inte som en sjukdomsorsak. Det gällde också när en kvinna blev våldsam, då ansågs hon som obegriplig, kvinnors handlande var  annorlunda.

## Galleri

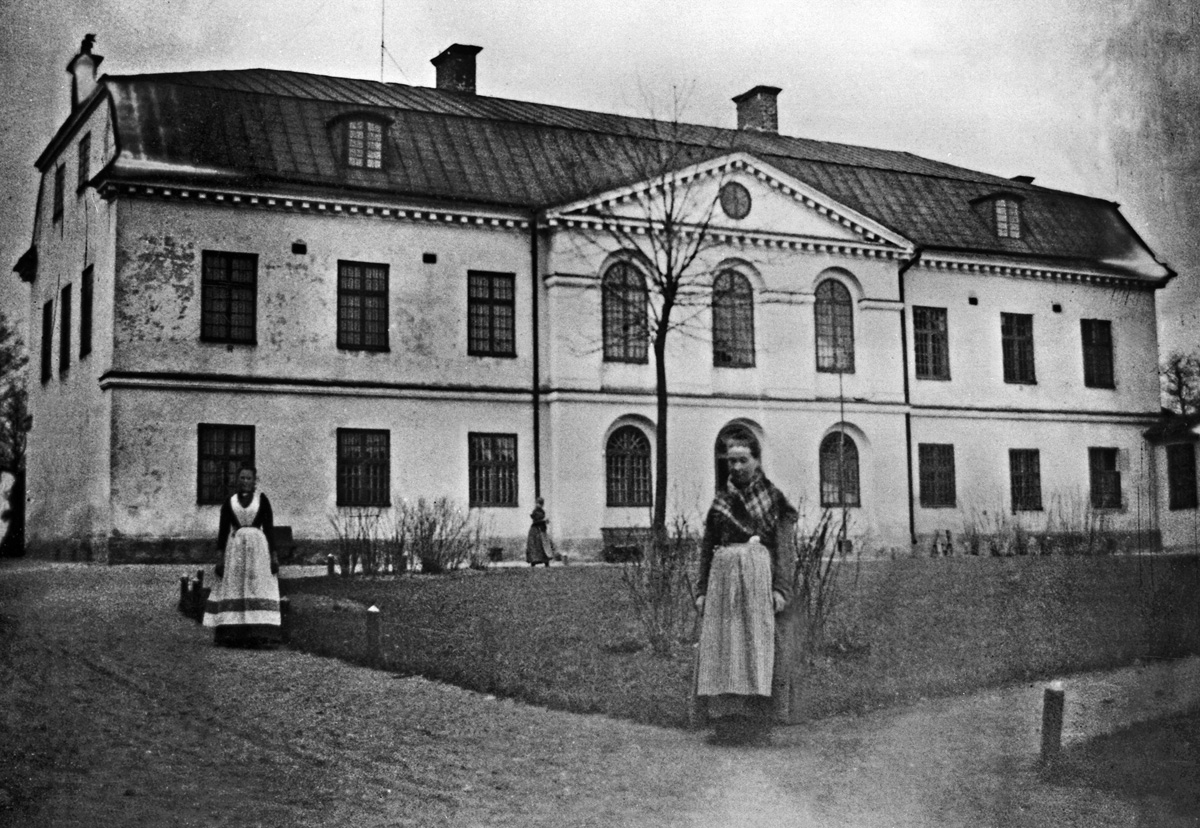
Sankt Anna hospital under 1920-talet.
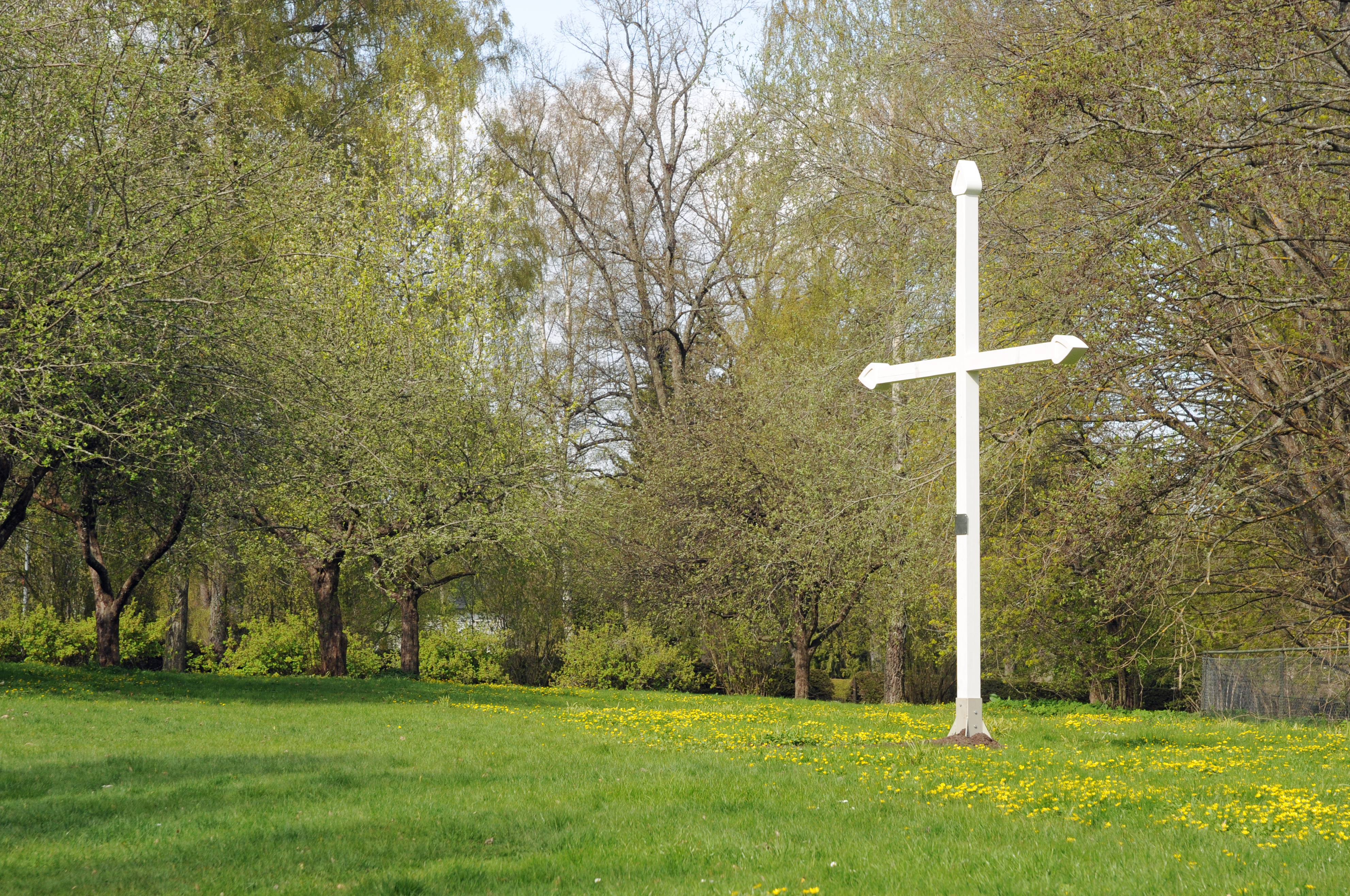
Minnesmärke på hospitalskyrkogården.
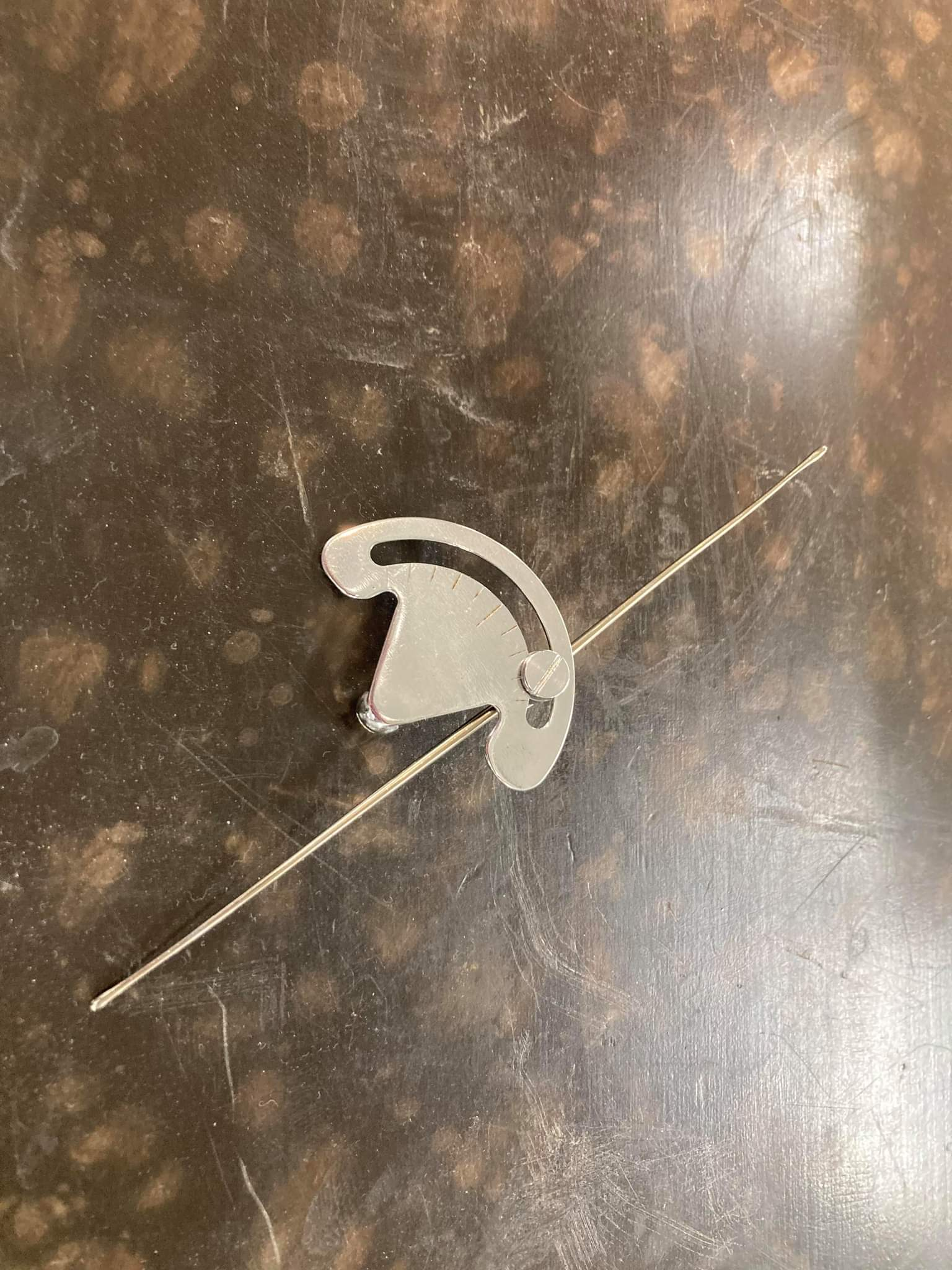
Lobotomi Instrument från Sankt Annas hospital.
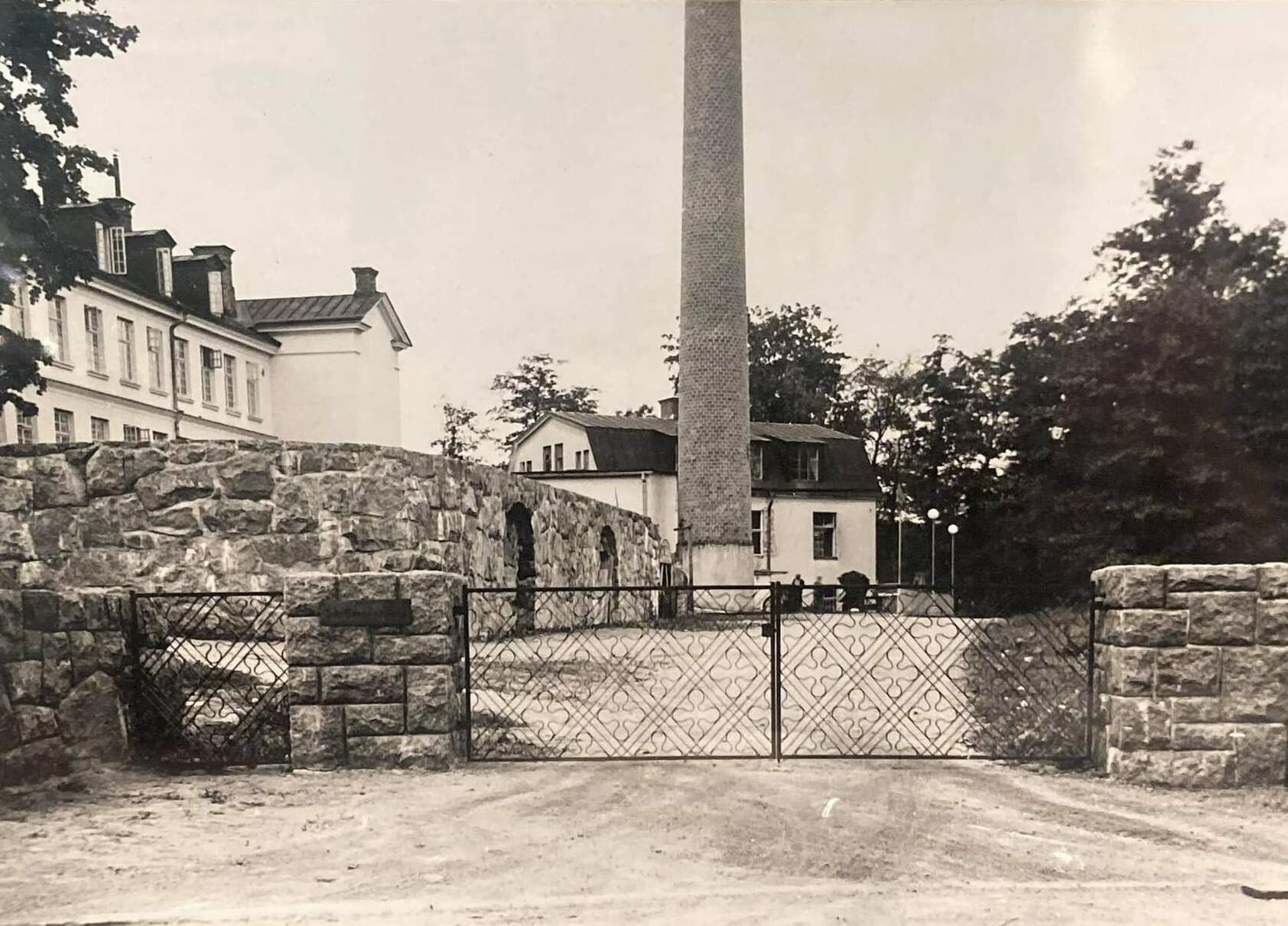
Sankt Annas hospital.
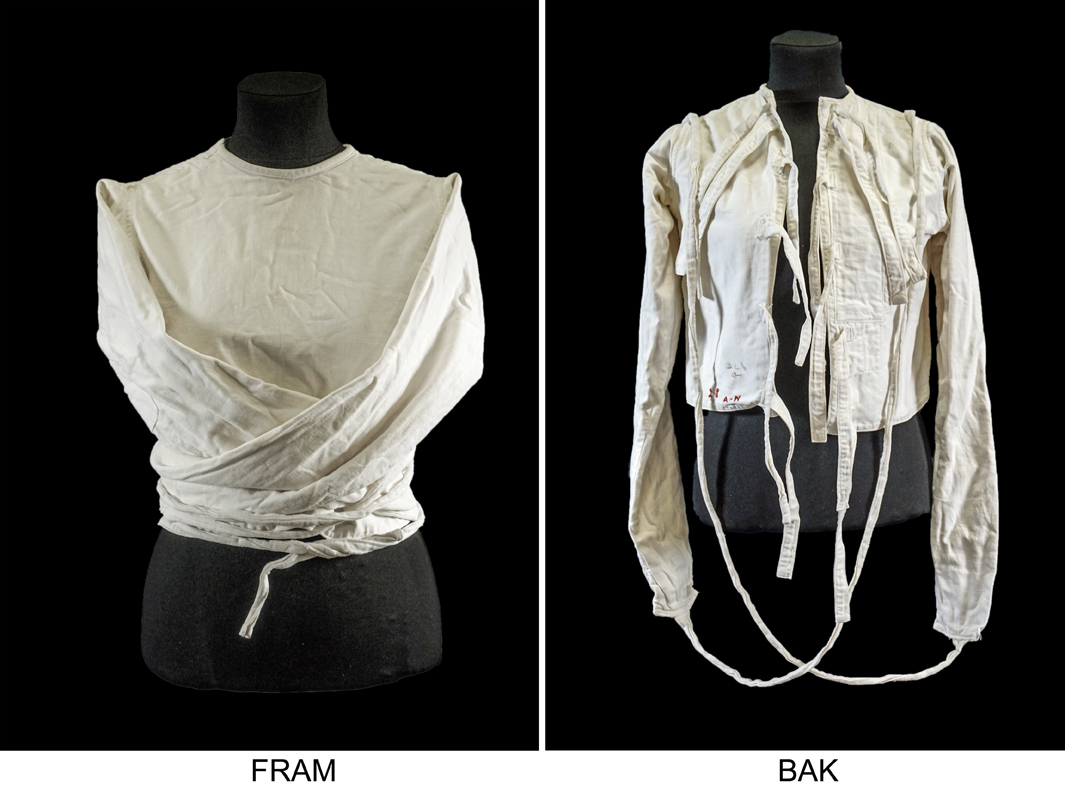
Tvångströja från Sankt Annas hospital.